# Jason Smith (cestista 1986)
Jason Victor Smith (Greeley, 2 marzo 1986) è un ex cestista statunitense, professionista nella NBA.

## Carriera
È stato selezionato dai Miami Heat al primo giro del Draft NBA 2007 (20ª scelta assoluta).